# 张鸣岐旧宅 (天津意租界)
张鸣岐旧宅是原两广总督兼广州将军张鸣岐在天津意租界的旧居，坐落于当时的天津意租界马可波罗路（Via Marco Polo）（今河北区民族路80号），该建筑目前为河北区重点文物保护单位和重点保护等级历史风貌建筑。

## 建筑风格
张鸣岐旧宅为原天津意租界马可波罗广场西北角，为二层砖木结构楼房带地下室，局部三层，建筑二层的屋顶设有露台，三层设有塔亭，建筑外立面为混水墙面，顶部为平顶出大挑檐，挑檐下面舍友悬挑支撑、窗套、露台栏杆、塔亭的圆柱三联拱等细部构件。外立面三层的中部设有四联拱券扇形阳台绳索式廊柱和由装饰有花叶形浮雕的牛腿支撑的连弧扇形阳台。该旧居为张鸣岐在天津意租界寓所之一，是一座罗马式风格的西式洋楼。

## 内部链接
- 张鸣岐旧居 (天津英租界)